# Sickology 101
Sickology 101 è l'ottavo album in studio del rapper statunitense Tech N9ne, pubblicato nel 2009, il secondo appartenente alla serie Collabos.

## Tracce
1. Sickology 101 (featuring Chino XL & Crooked I) – 3:43
2. Midwest Choppers 2 (featuring K-Dean & Krayzie Bone) – 4:34
3. Ghetto Love (featuring Krizz Kaliko & Kutt Calhoun) – 5:15
4. Poh Me Anutha (featuring Kutt Calhoun & Potluck) – 4:09
5. We Kixin' It (featuring Ron Ron & The Popper) – 3:43
6. Nothin' (featuring Big Scoob & Messy Marv) – 3:46
7. Let Me In (featuring Cash Image & D-Loc Da Chop) – 5:53
8. In the Air (featuring Craig Smith & Nesto the Owner) – 4:18
9. Blown Away – 4:51
10. Party & Bullshit (featuring Big Ben & Shadow) – 4:25
11. Grammy's (Skit) (featuring Below Zero, Chandra Palmer, Dana Perkins, Irv Da Phenom, Krizz Kaliko, Rob Rebeck & Valerie Knight) – 1:14
12. Sorry N' Shit (featuring 57th Street Rogue Dog Villians) – 5:50
13. Dysfunctional (featuring Big Scoob & Krizz Kaliko) – 4:00
14. Far Away (featuring Krizz Kaliko) – 3:38
15. Spelling Bee (Skit) (featuring Makzilla & Rob Rebeck) – 1:15
16. Creepin' (featuring B.G. Bulletwound & Paul Mussan) – 5:05
17. Red Nose – 5:27
18. Bootlegger (Skit) / Areola / Bootlegger (Outro) – 4:29